# Cachaça

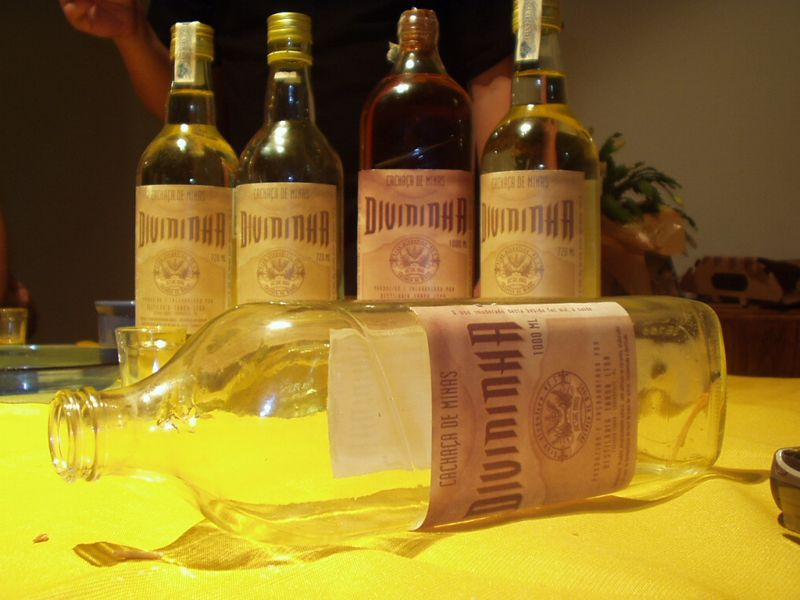
Cachaçásüvegek

A cachaça (ejtsd: [kaˈʃasɐ]) erjesztett cukornádból készített, magas alkoholtartalmú (38-51% V/V) párlat, Brazília nemzeti itala. Még mindig folyik a harc, hogy a dél-amerikai ország megszerezze a jogot, hogy csak olyan italt hívhassanak cachaçának, amit Brazíliában gyártottak.
Az ital Brazílián kívül elsősorban kevert italok, főleg a caipirinha alapanyagaként ismert és fogyasztott, míg szülőföldjén leggyakrabban önmagában fogyasztják.
A cachaçát emlegetik még a következő neveken is: pinga, branquinha, maldita, caninha, caxaca, caxa, aguardente, cana, chacha.

## Gyártása
A cachaça közvetlenül a cukornádból préselt cukornádléből készül, így a íze könnyű, aromás, fűszeres – hasonlít a rhum agricole-ként ismert rumfajtához, mely szintén cukornádléből készül. A borokhoz hasonlóan a cachaça ízét is befolyásolja a talaj, az éghajlat, a cukornád típusa, az érleléshez használt hordó fája, a tradicionális eljárások, amiket a gyártás során felhasználnak. Ez az oka, hogy az italt nem lehet leutánozni más cukornádtermelő országokban[forrás?], ezért próbálja a brazil kormány levédetni a cachaça nevet. Kisüzemben főleg Minas Gerais tartományában gyártják, az ország délkeleti részén, míg nagyüzemi gyártás elsősorban São Paulo tartományban délen, valamint Ceará és Pernambuco tartományokban északkeleten található.
Az országban a fogyasztás fejenként 8-8,5 liter, körülbelül 16 millió hektolitert gyártanak évente, a negyedét (3-4 millió hektolitert) kisüzemben. Az országból exportált ital 99%-a nagyüzemi eljárással készül. A cachaça előállítása viszonylag egyszerű folyamat, a learatott cukornádat préselik, a kipréselt levet (garapa) erjesztik, majd lepárolják.

### Cukornád termesztése, aratása, préselése
A cachaça a cukornád préselt levéből készített alkoholos ital. Mind a 37 cukornádfajtából készíthető. A növény termesztése trópusi vagy szubtrópusi klímán, minimum 600 mm éves csapadékmennyiség mellett lehetséges. Brazília a világ legnagyobb cukornádtermelője, évi több, mint 500 millió tonna termeléssel (ez a világ cukornád termelésének egyharmada).
Aratás után a lehető leggyorsabban, legfeljebb 24 órán belül préselni kell a növényt, majd a levét átszűrik, hogy a legkisebb szilárd darab se maradhasson benne. Ezután ülepítéssel elválasztják, majd eltávolítják az egyéb úszó szennyeződéseket. A kipréselt levet általában hígítani kell a kívánt cukorkoncentráció beállításához, így megelőzhető az élesztők működésének megfékeződése. Gyakori hiba, hogy aratás előtt égetéssel távolítják el a cukornád leveleit, ami cukornádültetvényeken általános eljárás. Ezzel hamu kerül a növény levébe, és égett íze lesz az italnak, emellett nagyban elősegíti a mikrobiológiai szennyeződését, mivel így könnyen érintkezik a külvilág koszával a növény belseje. Sok esetben szennyeződik az ital petróleummal, aminek két forrása lehet: az őrlőmalomban használt kenőolaj, illetve előfordul, hogy a tárolótartályok kátránnyal béleltek.

### Erjesztése
Az erjesztés előtt a lé szacharóztartalma 15% m/m, a pH-ja 4,8 és 6,0 között van. Ha a pH eltér, kénsav hozzáadásával állítják be. A hagyományos módszer szerint (caipira eljárás) az erjesztéshez használt tartályt ötödéig feltöltik kukoricaliszttel és egy kevés szója- és rizskorpával. Nagyüzemben az erjedt cukornádmustból kivont élesztőt használják (a legjobb az azonos régióban termett cukornádat használni). Az erjesztéshez tökéletesen higiénikus eszközök és berendezések, jól szellőztethető, világos helyszín szükséges. Az erjesztés három szakasza a bevezető fázis (4 óra), a forrás (12-16 óra), és a befejező fázis (4-6 óra). Kezdetben gyorsan szaporodnak az élesztőgombák, enyhén nő a hőmérséklet és kevés szén-dioxid keletkezik. A második szakaszra erős szén-dioxid-képződés jellemző, és zavarossá válik a folyadék, ami a magas sejtaktivitás jele. Az élesztőgombák a hőmérséklet, az alkohol- és a savtartalom növekedésével egyre gyorsabban pusztulnak. Sok esetben a tartály hűtése is szükséges. Így jön létre a lepárlásra alkalmas erjedt must, aminek a cukortartalma ekkorra már 0%.
Érdemes megfigyelni az erjesztőhelyiséget: ha érett gyümölcs szagát érezzük, az jó jel, míg a savanyú szagok, alkoholszag rosszat jelent. Ha a szobában gyümölcslegyek szállnak, az az ecetsav-baktériumok jelenlétére utal, amik savanyú ízt okozhatnak a mustban és így a kész termékben is. Az erjedő garapa (cukornádlé) olyan, mint a forrásban levő, gyöngyöző leves, buborékok jönnek fel benne, az erjedés folyamán keletkező gázok kerülnek ilyenkor a felszínre. Viszont ha a lé tetején hab keletkezik, az szintén hibára utal. A hibák oka gyakran a hozzáértés hiánya, hogy rossz arányban adnak élesztőt a musthoz, stb.

### Lepárlása
A lepárlást kisüzemben 100-1000 literes rézüstökben (alambique) végzik, amit sok esetben a cukornád hátramaradt részeinek elégetésével fűtenek. A lepárlás a tömény alkoholok előállításakor szokásos módon történik: a zárt üstben felszálló gőz egy csőkígyóba jut, ami körül hideg vizet keringetnek, így a gőz kicsapódik. A lepárlás során nyert párlatot három fázisra osztják: az eleje a cabeça (fej), majd a coração (szív) és a lepárlás vége a cauda (farok). Az előpárlatban többnyire nemkívánatos, szűrós aromaanyagok jelennek meg, így ezt nem használják fel. Általánosságban csak a „szív” (coraçao) fázisból származó italt hasznosítják (ez körülbelül a teljes mennyiség 80-85%-a), a többi részt kiöntik, esetleg újra lepárolják. Mivel ezekben nemkívánatos összetevők is előfordulhatnak, a három részt összekeverni nem szabad. A lepárlás további hibái lehetnek, ha nem megfelelő szakértelemmel működtetik az alembiket (túl sok vagy túl kevés gőzt használnak a fűtésre, túl sok erjedt levet töltenek az üstbe, stb.). Sokszor viszont ezek az esetek azért fordulnak elő, mert a nagyobb termelés érdekében túltöltik vagy túlhevítik a lepárlót. Így valóban nő a kibocsátás, ám nemkívánatos anyagok is elpárolognak, majd lecsapódnak az italban.
Nagyüzemekben álló acéltartályokat használnak folyamatos lepárlási eljárással. Ebben az esetben folyamatosan folyik be az erjedt must a tartályba és állandó melegítés mellett folyamatosan párolog a folyadék. Az említett nemkívánatos anyagok miatt ilyenkor különböző szeparátorokat használnak ezen anyagok elkülönítésére. A folyamatos lepárlás előnye, hogy jobban elkülöníthetőek a hasznos és nemkívánatos anyagok, növeli a termelést, csökkenti az élvezeti értéket rontó hibák lehetőségét, állandó minőséget biztosít és energiatakarékosabb a kisüzemi lepárlásnál.
Érdekes, hogy eredetileg a rézszennyeződés elkerülése miatt kezdtek acéltartályokat használni, ám ez érezhető negatív hatással volt a végtermék élvezeti értékére. Ezért az acéltartályokba rézbetéteket tesznek ennek a negatív hatásnak a kiküszöbölésére. A kutatók máig sem tudják biztosan, miért van ilyen nagy hatása a réz jelenlétének a kész cachaça ízére.
Az italhoz literenként legfeljebb 6 gramm cukor hozzáadása engedélyezett ízkorrekció céljából, ami sok termelőt késztet arra, hogy ezzel küszöbölje ki az ital hibáit ahelyett, hogy megpróbálná technológiai fejlesztéssel orvosolni a gyártási folyamat hiányosságait. Literenként 6 és 30 gramm közötti hozzáadott cukorral az italt édesített cachaça-nak kell nevezni.

### Érlelése, palackozása
A lepárlás után egyből palackozott ital a cachaça adoçada, az érleletlen vagy fehér cachaça. Ez általában olcsóbb, alacsonyabb minőségű, ez rendszerint a nagyüzemben gyártott cachaça, kevert italokhoz ezt a fajtát szokták felhasználni.
A lepárlás után hordóban érlelt fajta neve cachaça envelhecida, ezt a brazil jogszabályok szerint legalább egy, de gyakran 5, 12, vagy akár 25 évig érlelik különböző, legfeljebb 700 literes fahordókban. Ezek a hordók különböző fákból készülhetnek, például: tölgy (ami vaníliás ízt ad az italnak), jequitibá (fű-, fahéjaromát kölcsönöz), ezenkívül gesztenye, mandula, cseresznye, palo balsamo (balzsamfa), umburana, ipê, és így tovább. Több mint 20 féle fafajtát használnak az érleléshez használt hordók gyártásához.  Az érlelt (arany) cachaça sötét színű, magasabb minőségű, ezt általában magában fogyasztják. Az érlelt cachaçáknak két fajtája van: a premium és az extra premium. A premium feltétele, hogy a lepárolt ital legalább 50%-át legalább egy éven keresztül érleljék legfeljebb 700 literes hordókban, míg az extra premiumot legalább 3 évig kell érlelni.
Ezeken az eljárásokon kívül készítenek még „sárga” cachaçát, amelyhez lepárlás után karamellt és fakivonatokat adnak és egyből palackozzák, így egy édesebb ízű ital készül.

## Fogyasztása

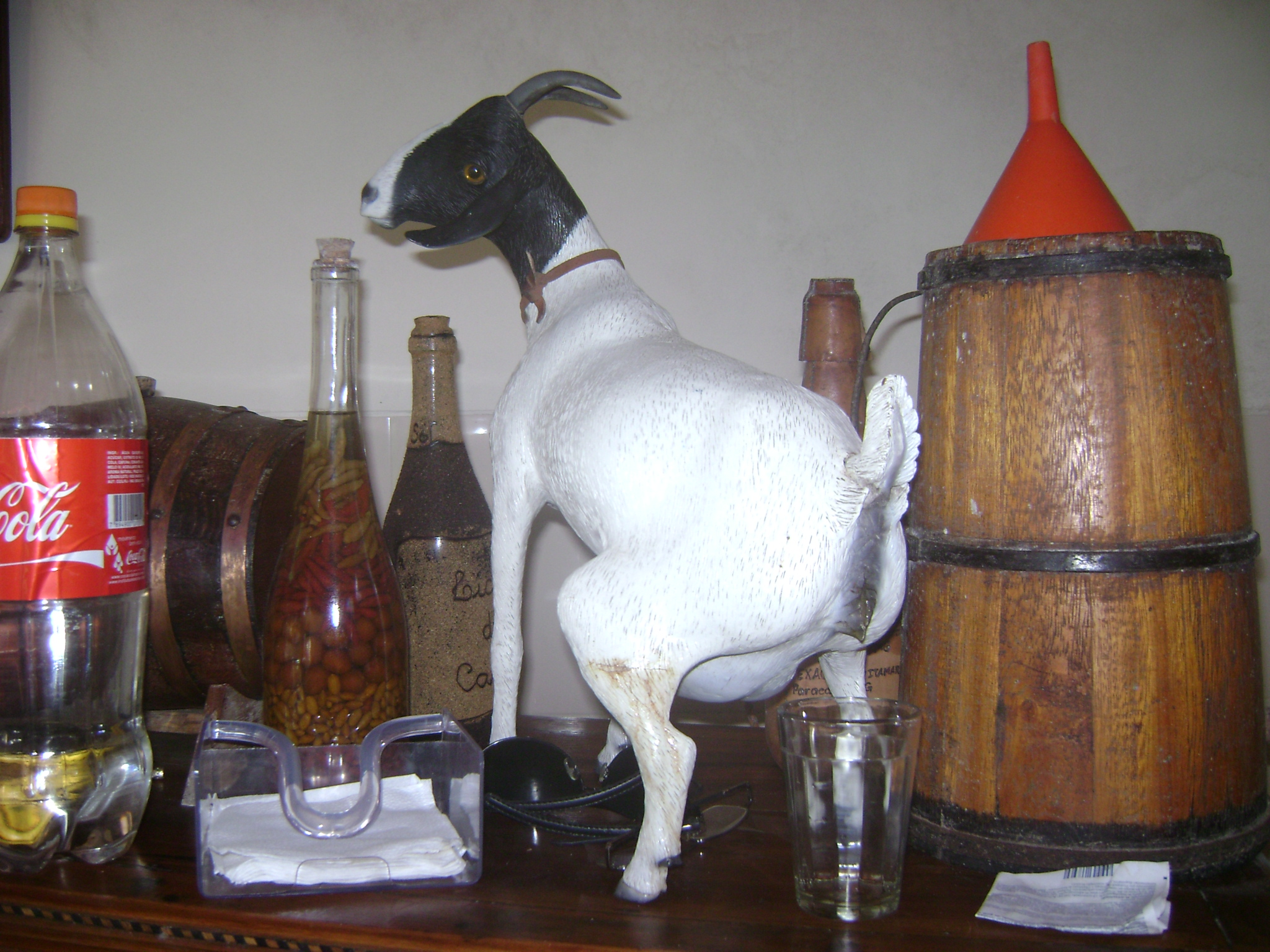
Kecskeformájú cachaçatartó. A kecske szarvának meghúzásával az állat fenekébõl szivárog az ital

Brazíliában több mint 5000 márka létezik az italból, nagyon széles ár- és minőségtartományban. A legolcsóbb kevesebbe kerül, mint egy palack ásványvíz, de vannak több száz reál árúak is (1 real kb. 100 Ft). Az ital eredetileg a cukornádföldeken dolgozó parasztok itala volt, mára Brazília legnépszerűbb itala, az állam és a gyártók is nagyon igyekeznek a cachaça imidzsét megváltoztatni, hogy ne a szegények italaként tartsák számon. Így mostanában elegáns éttermekben, szállodákban szakértők ajánlják az ételhez és alkalomhoz legjobban illő cachaçát. Brazília-szerte, főleg a nagyobb városokban találhatunk sok cachaçaria-t, kifejezetten cachaçát kínáló italboltokat. Ezek közül a leghíresebb az 1985-ben nyitott Academia da Cachaça Rio de Janeiróban, ahol az italt hagyományos brazil ételekkel együtt élvezhetjük.
Elsősorban magában fogyasztják szobahőmérsékleten, ritkábban jéggel.
A cachaça a riói karnevál fontos szereplője: idő és hely hiányában a parádén felvonuló szereplők jellemzően cachaçával (és sörrel) végzik a bemelegítést. Gyakran előfordul, hogy a szamba zenekar dobosai komoly sérüléseket szenvednek (gyakran 8-10 kilós dobjaikkal vonulva) a felvonulás alatt, ám a megfelelő mennyiségű cachaça jótékony tompító és élénkítő hatása miatt mosolyogva, énekelve és fájdalom nélkül mennek végig a teljes útvonalon a világ legnagyobb utcabálján a Sambódromóban. Arra viszont sajnos a cachaça sem képes, hogy másnap is elmulassza a törött ujjak vagy felszakadt bőr okozta fájdalmat.
Az italt használják a népi orvoslásban is: kígyómarás kezelésére, mézzel és citrommal keverve influenza ellen, vagy gyógynövényeket bele áztatva malária, szifilisz és reuma kezelésére. Azt vallják: ha hideg van, fűt, ha meleg van, hűt, így mindenre jó. Emellett a szegény rétegekben a kezdetektől isszák az éhség legyőzésére is.
Legismertebb márkák az Ypióca (nagyüzemi), Cigana Envelhecida („érlelt cigány” – kisüzemi), Cruz do Espírito Santo („Szentlélek Keresztje” – kisüzemi), Meladinha (kisüzemi), Pitú (nagyüzemi) Kelet-Brazília tartományaiból, az Atitude (kisüzemi), Samba e Cana (kisüzemi), Anísio Santiago (kisüzemi)  Közép-Brazíliából, az 51 (nagyüzemi), Velho Pescador („Öreg Halász” – kisüzemi), a Maré Alta (kisüzemi), Paratina (kisüzemi) márkák pedig Brazília déli tartományaiból származnak.
Az összes megtermelt cachaça kevesebb mint 2%-át gyártják kivitelre, bár egyre népszerűbb a világ Brazílián kívüli részein is: az ital exportja 1995 és 2003 között több mint 40-szeresére növekedett. A világ más részein viszont szinte kizárólag kevert italok alapanyagaként használják. Ezek közül a kevert italok közül a legismertebb és legnépszerűbb a caipirinha: egy negyed lime-ot long drinkes pohárba teszünk, megszórjuk egy kávéskanál barnacukorral, törőfával összetörjük, zúzott jéggel feltöltjük, végül cachaçát töltünk rá.
A caipirinhának több változata lehet: a lime-ot szőlővel helyettesítve caipiruvának, eperrel helyettesítve caipirangónak hívják, de további gyümölcsökkel is variálható. Viszont a caipirinhán kívül is sokféle cachaçaalapú kevert ital létezik, többek között például:
- Batida Abacaxi (6 cl cachaça, ananászdarabok, ½ teáskanál cukor)
- Batida Rio (3 cl cachaça, 1 cl kókuszlikőr, 1 cl fehér rum, 1 cl banánlikőr, 6 cl ananászlé, fél banán, 1 cl tejszín)
- Best Wishes (1 teáskanál cukorszirup, 3 cl cachaça, 2 cl fehér rum, 1 cl tequila silver, 10 cl citrancslé)
- Brasilia (4 cl cachaça, 2 cl kókuszlikőr, 1 cl Blue Curaçao, 5 cl narancslé, 4 cl ananászlé, 1 cl lime-lé)

Találhatók továbbá a piacon speciális cachaçatípusok minden szegmensnek: a Domina kifejezetten hölgyeknek készül, a Twist gyümölcsös cachaçakoktélt kínál, de lehet kapni előre elkészített caipirinhát is, az Ibé például citromdarabkákkal együtt, fóliazárású 200 ml-es műanyag pohárban kínálják, főleg exportra.
A cachaça a harmadik legnagyobb mennyiségben gyártott tömény szeszes ital a vodka és a távol keleti soju után. Az ital Brazílián kívül Németországban a legnépszerűbb, az összes export 24%-a érkezik ide, itt csak a söreladások előzik meg a cachaçaeladásokat az alkoholos italok piacán.

## Rum és cachaça
A cachaçát gyakran nem különböztetik meg a rumtól. A cukornádléből készült párlat az Amerikai Egyesült Államokban és az Európai Unióban egyaránt megfelelne a rum törvényi definíciójának, ám Brazília és az italszakma is külön italfajtának tekinti a cachaçát, elsősorban önálló hagyományára hivatkozva. A cachaçával ellentétben a rum alapanyaga többnyire a nádcukor-finomítás során megmaradt melasz, azonban a „mezőgazdasági” rum (ismertebb, francia nevén rhum agricole) szintén nádléből készül.

## Külsõ hivatkozások
- How to recognize a good quality cachaça[halott link]
- American University - Brazilian Cachaça[halott link]
- Diferenças Entre o Rum do Caribe e a Cachaça do Brasil
- USA Today - Cachaça: It's the essence of Brazil in a bottle
- NY Times - If You Hear Cachaça Don't Think of Rum
- NY Times - Allure of Cachaça Spreads to U.S. From Brazil[halott link]
- DISCOVERING CACHAÇA[halott link]
- O cachaça no Globo.com
- Andrew Geoffrey, Howard Lea, John Raymond Piggott - Fermented beverage production